# Epiphragma celator
Epiphragma celator är en tvåvingeart som beskrevs av Alexander 1946. Epiphragma celator ingår i släktet Epiphragma och familjen småharkrankar. Inga underarter finns listade i Catalogue of Life.